# عاكس (التصوير)

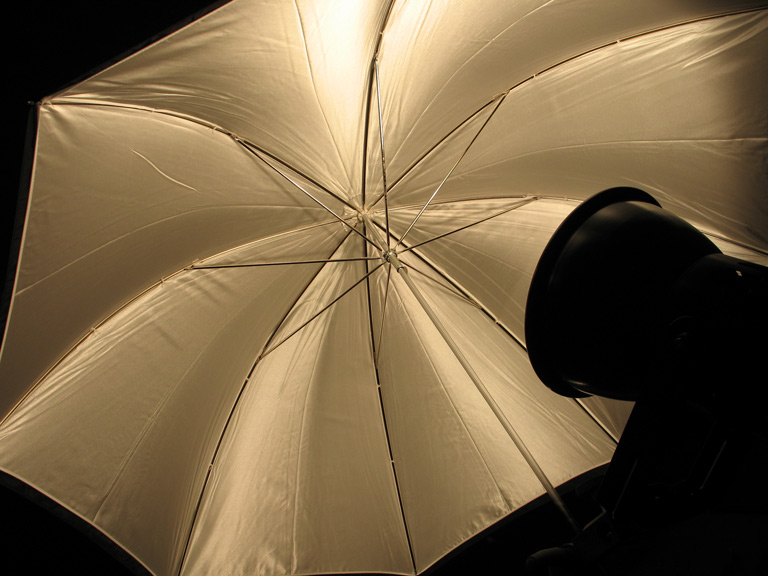
عاكس على شكل مظلة تقليدية، وتستخدم لتشتيت وتقليل الضوء من مصباح التصوير الفوتوغرافي التي تعلق عادة.

في التصوير الفوتوغرافي والتصوير السينمائي، العاكس هو سطح عاكس متخصص يستخدم لإعادة توجيه الضوء نحو موضوع معين أو مشهد. 

## أنواع
بصرف النظر عن بعض المكونات عالية التخصص التي وجدت في المكبرات وأجهزة العرض والماسحات الضوئية، تندرج عاكسات التصوير في مجموعتين رئيسيتين: 

### عاكسات مصباح

رسم تخطيطي لعاكس مصباح، يظهر المسار الذي يأخذ الضوء عادة من مصدر الضوء.

على غرار عاكس النور (الاباجوره)، يتم تثبيت هذه العاكسات على مصدر الضوء الاصطناعي (على سبيل المثال، لمبة خيوط أو أنبوب فلاش) لتوجيه وتشكيل الضوء المتناثر خلاف ذلك، مما يعكسه من الأسطح الداخلية مقعرة وتوجيهها نحو المشهد ليكون تصويرها. على الرغم من أن هناك عدد كبير من المتغيرات، والأنواع الأكثر شيوعا هي: 
- كروية، قصيرة من الجانب، وتعطي انتشار واسع نسبيا للضوء.
- مكافئ، أكثر تشددا، شعاع مواز من الضوء.

عامل العاكس هو نسبة الإضاءة التي يوفرها مصباح مركب داخل عاكس إلى الإضاءة المقدمة دون أي عاكس جاهز. وعادة ما يكون عاكس مطفي عامل عاكس من حوالي 2، وذلك بسبب تأثيره الأكثر انتشارا، في حين أن عاكس مصقول أو معدني قد يكون عامل يصل إلى 6. 

### الالواح العاكسة
المعروف أيضا باسم العاكسات المستويه، وهذا النوع من العواكس يقع مستقلا عن مصدر الضوء. وينعكس الضوء قبالة سطحه، إما لتحقيق مصدر ضوء أوسع، أو الظلال المسيطره ويسلط الضوء، أو كليهما. هذا النوع من العاكس عموما لديه عامل انعكاسية منخفض جدا التي تختلف على نطاق واسع وفقا لملمس السطح واللون. ونتيجة لذلك، فمن الأكثر شيوعا للسيطرة على التباين في كل من الإضاءة الاصطناعية والطبيعية، بدلا من ضوء التعبئة. في هذه الحالة، ينعكس الضوء «الانسكاب» من المحيط الرئيسي أو الضوء الرئيسي إلقاء الضوء على المشهد مرة أخرى إلى مكان الحادث مع درجات متفاوتة من الدقة والكثافة، وفقا للسطح العاكس المختار وموقفه بالنسبة إلى المشهد. 
ويمكن أيضا استخدام العاكسات كوسيلة لزيادة حجم مصدر الضوء الرئيسي، الذي قد (أو قد لا) يحتفظ بمسار مباشر إلى المشهد. عن طريق وضع عاكس على مقربة من مصدر الضوء، وحجمها الفعال يمكنه زيادة ضوء قبالة ذلك. وهناك مثال شائع جدا لهذه التقنية هو عاكس المظلة التقليدية، التي اخترعها جورج لارسون، وعادة ما يكون ذهبي أو فضي أو مطفأ أبيض التي من المتوقع مصباح مع عاكس دائري، وتوفير إضاءة واسعة، لينة. المصباح يواجه بعيدا عن مكان المشهد ليتم تصويرها، مما يتيح الضوء المنعكس فقط ليتم طرحه إلى الأمام. أنواع العاكس. 1 عاكس تفرق. 2 هولوفان. 3 تركيبة بصرية 4 التركيز 5 زاوية. 
[بحاجة لمصدر]

## التقنيات المستخدمه بالعواكس المسطحه

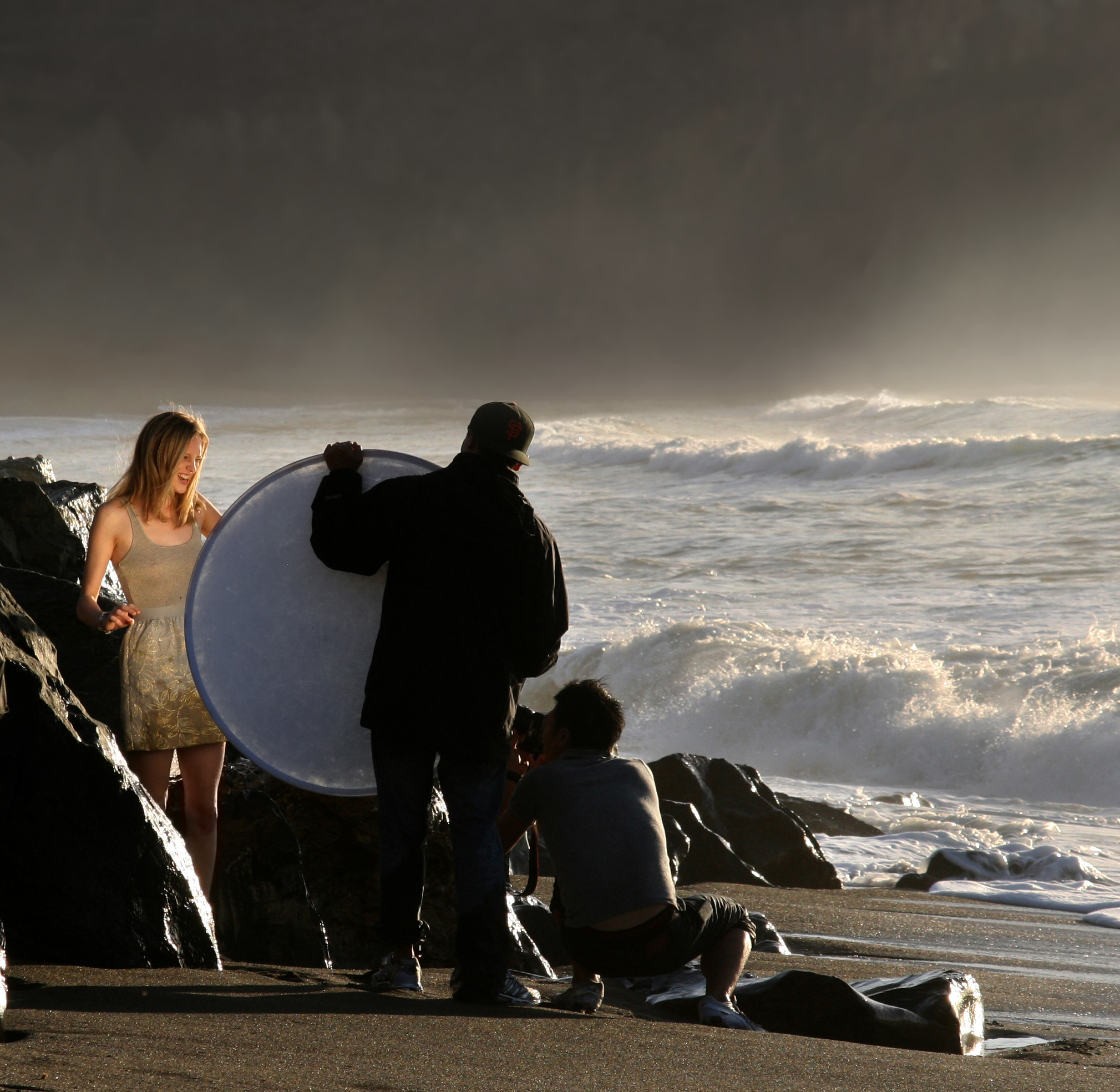
عاكس قابل للطي يعكس ضوء الشمس على الشئ الذي يتم تصويره.

العواكس تختلف بشكل كبير في الحجم واللون، انعكاسية وقابلية. في التصوير الفوتوغرافي للطبيعه الصامته، تستخدم المرايا الصغيرة ومخزون بطاقة على نطاق واسع، وذلك للحد من التباين وخلق الضوء على المواضيع العاكسة مثل الأواني الزجاجية والمجوهرات. وتتطلب المواد الأكبر حجما مثل السيارات استخدام «العواكس» الضخمة، التي تتطلب في كثير من الأحيان الروافع الآلية المتخصصة لوضعها بدقة.
موقع التصوير يدعو إلى أكثر من ذلك بكثير المواد المحمولة ومجموعة كبيرة من عاكسات خفيفة الوزن، قابلة للطي متاحة تجاريا في مجموعة متنوعة من الألوان. 

### ارتداد الإضاءة
يستخدم المصورون بشكل منتظم الجدران والسقوف وحتى الغرف بأكملها كعاكسات خاصة مع المناطق الداخلية للمباني التي قد تفتقر إلى الإضاءة الكافية. في كثير من الأحيان يعرف باسم «الفلاش المنعكس» التصوير الفوتوغرافي، ولكن شائعة على حد سواء مع أضواء التنغستن في التصوير السينمائي، وكانت رائدة هذه التقنية من قبل سوبراتا ميترا في عام 1956.
يتم إضاءة المنطقة التي سيتم تصويرها من قبل الجدران خارج الكاميرا، والتي توفر بعد ذلك إضاءة مماثلة لنافذة كبيرة. عندما «يرتد» قبالة السقف، والإضاءة تشبه أنابيب الفلورسنت. وبما أن هذا الإنارة المسطحة الواسعة جدا تكون أكثر نموذجية في يوم غائم في الهواء الطلق، يتم تحقيق إضاءة داخلية أكثر واقعية من خلال تقليل قوة الإضاءة الإضافية بالنسبة للضوء المتوفر، بحيث يمكن لأي مصدر أن يعمل كملء للآخر. وبالتالي الإضاءة ترتد قد توفر إما الابتدائي أو الثانوي (ملء) مصدر الضوء، اعتمادا على شدة. 

### تقنيات في التصوير الخارجي
الجدران أيضا جعل عاكسات مثالية في الهواء الطلق، مما يعكس أشعة الشمس مرة أخرى على الموضوع والحد من الظلال (وبالتالي التباين العام) وفقا للون وحجم وقرب الجدار. بديل أكثر سهولة هو العاكس المحمولة، خفيفة الوزن، قابلة للطي، متاحة تجاريا في مجموعة من الأحجام والألوان، أو مرتجلة باستخدام ورقة من الأوراق المالية بطاقة أو حتى ورقة السرير. قد تكون أقيمت أقفاص للاحتفاظ هذه العاكسات، على الرغم من أنه غالبا ما يكون أكثر ملاءمة وعملي أن يكون مساعد عقد والتلاعب بها. 
[بحاجة لمصدر]